# Вудфорд, Чарльз Моррис
Чарльз Моррис Вудфорд (30 октября 1852 — 4 октября 1927) — британский натуралист и первый глава колониальной администрации Соломноновых островов в 1896—1915 годах.

## Биография
Чарльз родился в графстве Кент и был первенцем в семье. Естественной историей он заинтересовался с подачи директора школы. В начале 1880-х некоторое время работал в колониальной администрации на Фиджи. Совершил три путешествия на Соломоновы острова в качестве натуралиста и выучил несколько местных языков. В 1885-1886 трижды неудачно пытался достичь центральной части острова Гуадалканал, чтобы добыть образцы местных животных для Британского музея. Затем был назначен главой колониальной администрации Соломоновых Островов.
В честь Вудфорда названы род птиц Woodfordia, несколько видов животных, обитающих на Соломоновых островах и два вида ящериц. Он был награждён Орденом Святых Михаила и Георгия 3 класса.

## Труды
- A Naturalist Among the Head-Hunters (1890)